# Tour de La Provence
Tour de La Provence (oficjalnie Tour Cycliste International de La Provence) – kolarski wyścig wieloetapowy, rozgrywany w Prowansji we Francji od 2016. Do 2019 zaliczany był do cyklu UCI Europe Tour, w którym posiadał kategorię 2.1, a od 2020 należy do UCI ProSeries.

## Zwycięzcy
Opracowano na podstawie:
| Rok  | Pierwsze         | Drugie             | Trzecie             |          |
| ---- | ---------------- | ------------------ | ------------------- | -------- |
| 2016 | Thomas Voeckler  | Petr Vakoč         | Lilian Calmejane    |          |
| 2017 | Rohan Dennis     | Mattia Cattaneo    | Alexandre Geniez    |          |
| 2018 | Alexandre Geniez | Tony Gallopin      | Rudy Molard         |          |
| 2019 | Gorka Izagirre   | Simon Clarke       | Tony Gallopin       |          |
| 2020 | Nairo Quintana   | Aleksandr Własow   | Aleksiej Łucenko    |          |
| 2021 | Iván Sosa        | Julian Alaphilippe | Egan Bernal         |          |
| 2022 | Nairo Quintana   | Julian Alaphilippe | Mattias Skjelmose   |          |
| 2023 | odwołany         | odwołany           | odwołany            | odwołany |
| 2024 | Mads Pedersen    | Axel Zingle        | Raúl García Pierna  |          |
| 2025 | Mads Pedersen    | Matej Mohorič      | Marijn van den Berg |          |